# Ruta Campo Azálvaro
La ruta Campo Azálvaro es una ruta gestionada por el  Ministerio de Medio Ambiente y Medio Rural y Marino de España. Pertenece a la Cañada Real Soriana Occidental, dentro del Tramo Abulense, que transcurre desde Ávila hasta Urraca Miguel atravesando Bernuy-Salinero.
La ruta discurre a lo largo de 13 km hasta la llegada a Urraca Miguel. Durante todo el recorrido, la ruta está señalizada mediante carteles que indican la pertenencia a la categoría de vía pecuaria, y su uso exclusivo por ciclistas y peatones; a su vez, hay numerosos carteles que indican los cruces con caminos rurales y los pasos canadienses.
Paralelas a esta ruta, se encuentran la carretera provincial AV-500 y la N-110 en dirección a Segovia.

## Toponimia
El Campo Zálvaro, Hazálvaro o Azálvaro es una antigua denominación, aun vigente, que designa las tierras ganaderas situadas entre Ávila y El Espinar (Segovia). Deriva del árabe faz (campo) y Álvaro (nombre propio).

## Historia
Fue la ruta principal que conducía de Ávila a Madrid. En 1996 todavía se podían ver mojones indicando las distancias en leguas.

## Hitos de la ruta

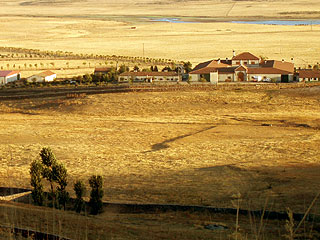
Vista del Campo Azálvaro desde el puerto de la Cruz de Hierro en la Sierra de Ojos Albos.

Cinturón de encinar de la ciudad de ÁvilaEs uno de los encinares más continentales de España.
Localidad de Bernuy-SalineroSon de interés la iglesia que tiene restos románico-mudéjares y el dolmen del Prado de las Cruces, que tiene túmulo y corredor.
Se atraviesa la Cañada Real Soriana OccidentalIba de Plasencia a Soria.
Encinas centenarias a unos 4 km.
Localidad de Urraca-MiguelEs el último pueblo de la provincia de Ávila.
Desvío a la localidad de Ojos AlbosA 4 km y regreso a Urraca-Miguel. En Ojos Albos podemos ver sus pinturas esquemáticas de la Segunda Edad del Hierro (en Peña Mingubela), sus buitreras y el puente románico.
Desde Urraca-Miguel comienza el auténtico Campo Azálvaro.
Zona de vegetación de piornal.
Embalse del río Voltoya o Embalse de SeronesObservatorio ornitológico.
Cruce de la carretera que lleva al puerto de La Lastra y a Navalperal de Pinares.
Páramos deforestadosCon presencia de ganado vacuno avileño.
Densos robledades.
Pueblo de El EspinarCon sus montañas tapizadas de pinares. Fin de la ruta.

## Valores naturales
Cinturón del encinar continental abulense. Paisajes de berrocal y bercial. Encinas centenarias. Páramos. Embalse de alto interés ornitológico. Robledales serranos. Rapaces. Curso alto del río Voltoya.